# Franck Durix
Franck Durix (Belleville, 20 ottobre 1965) è un ex calciatore francese, di ruolo centrocampista.

## Palmarès

### Club

#### Competizioni nazionali
- Coppa del Giappone: 1

Nagoya Grampus Eight: Coppa dell'Imperatore 1995
- Campionato svizzero: 1

Servette: 1998-1999